# Reviga
Reviga – wieś w Rumunii, w okręgu Jałomica, w gminie Reviga. W 2011 roku liczyła 1130 mieszkańców.